# Blackfalds
Blackfalds is een plaats (town) in de Canadese provincie Alberta en telt 4571 inwoners (2006).